# Diplobrachia grenadiensis
Diplobrachia grenadiensis är en ringmaskart som beskrevs av Gureeva 1981. Diplobrachia grenadiensis ingår i släktet Diplobrachia och familjen skäggmaskar. Inga underarter finns listade i Catalogue of Life.